# Gian Rinaldo Carli
Gian Rinaldo Carli, född 11 april 1720 i Capodistria (Koper), död 22 februari 1795 i Milano, var en italiensk nationalekonom.

Gian Rinaldo Carli av Bartolomeo Nazari

Carli var en framstående vetenskapsman på flera skilda områden, bland annat som professor i astronomi i Venedig 1742-49. Som nationalekonom sysslade Carli frmäst med penningteoretiska och handelspolitiska spörsmål. Han polemiserade mot fysiokraterna uppfattninga angående jordbrukets dominerande betydelse för ett alnds näringsliv. Carlis skrifter ingår i Scrittori classici italiani di economia politica (1804).